# Прапор Орєхово-Зуєва
Міське поселення Орєхово-Зуєво Московської області Росії має власну символіку: герб та прапор. Сучасна версія міського прапора Орєхово-Зуєво була ухвалена 29 грудня 1997 року.

## Опис
Прямокутне полотнище. Поле прапора ділиться по горизонталі на три рівні частини. Верхня та нижня частина — червоні, середня — біла. У нижній частині білої смуги — вузька горизонтальна смуга блакитного кольору. У лівій стороні верхньої червоної частини — герб міста. Співвідношення ширини прапора до довжини 2:3, відношення ширини блакитної смуги до білої 1:8, відстань, яка відділяє синю смугу від червоної рівна ширині синьої смуги.